# Сугута, Хина
Хина Сугута (яп. 直田 姫奈 Сугута Хина, род. 17 апреля 1995 года, префектура Хиого, Япония) — японская сэйю. Участница женской рок-группы Morfonica, являющейся частью медиафраншизы BanG Dream!. Лауреат премии Seiyu Awards в категории «Лучший начинающий актёр или актриса» (2023).

## Биография
Хина Сугута родилась 17 апреля 1995 года в префектуре Хиого. Начала интересоваться индустрией развлечений с самого детства, поскольку была поклонницей идол-группы Morning Musume и певицы Юи; последняя вдохновила Сугуту научиться играть на акустической гитаре. В средней и старшей школе Сугута стала поклонницей таких аниме-сериалов, как Gintama, «One Piece. Большой куш» и Free!. В юности она также жила в Гонконге и Сингапуре, и до возвращения в Японию научилась бегло разговаривать на английском языке.
После окончания университета Сугута работала учительницей в подготовительной школе. На тот момент она дружила с Тихару Хокадзэ, которая была участницей идол-группы 22/7 и училась с Хиной в одном университете. Сугута думала о начале карьеры сэйю, ещё будучи студенткой колледжа; дружба с Хокадзэ только сильнее укрепила её желание двигаться в выбранном направлении.
В 2017 году Сугута начала обучение в школе подготовки актёров озвучивания агентства Amino Produce. Её дебютной ролью стала Харука из мобильной игры Afterlost; также она вошла в число участниц внутриигровой идол-группы SPR5.
В 2020 году Сугута стала гитаристкой женской рок-группы Morfonica, являющейся частью медиафраншизы BanG Dream!, в рамках которой Сугута получила роль персонажа по имени Токо Киригая. В 2022 году Сугута озвучила Марин Китагаву из аниме-сериала My Dress-Up Darling. В марте 2023 года Сугута вместе с четырьмя другими сэйю была удостоена премии Seiyu Awards в категории «Лучший начинающий актёр или актриса».
30 апреля 2023 года Сугута покинула агентство Animo Produce и начала работать фрилансером. 1 июня она подписала контракт с агентством Tokyo Actor’s Consumer’s Cooperative Society (Haikyo).
В начале января 2024 года Сугута объявила о начале карьеры сольной певицы и представила свой дебютный сингл «Lavender Blue» (яп. ラベンダー・ブルー Рабэнда: буру:), который был выпущен на лейбле Nippon Columbia в её день рождения 17 апреля.

## Избранная фильмография

### Аниме-сериалы
2019
- Afterlost — Харука[13]
- Rinshi!! Ekoda-chan — Танака-сан[1]

2020
- BanG Dream! Girls Band Party! Pico: Ohmori — Токо Киригая[5]
- Eternity: Shinya no Nurekoi Channel — Маки Кусуноки[3]

2021
- BanG Dream! Girls Band Party! Pico Fever! — Токо Киригая

2022
- BanG Dream! Morfonication — Токо Киригая[14]
- Kotaro Lives Alone — Савагути[3]
- My Dress-Up Darling — Марин Китагава[6]

2024
- Loner Life in Another World — Лидер гяру[15]

2025
- My Dress-Up Darling (второй сезон) — Марин Китагава
- Sawaranaide Kotesashi-kun — Арома Кусуноки[16]
- Secrets of the Silent Witch — Кейси Гроувз[17]

### Аниме-фильмы
- 2021 — BanG Dream! Film Live 2nd Stage — Токо Киригая[18]
- 2022 — BanG Dream! Poppin’Dream! — Токо Киригая

### Компьютерные игры
2018
- Afterlost — Харука[4]

2019
- Help!!! Koi ga Oka Gakuen Otasuke-bu — Кирари Курусу[1]

2020
- BanG Dream! Girls Band Party! — Токо Киригая[19]
- Brown Dust — Эшли[20]
- Kemono Friends 3 — медведь Бергмана[21]

2022
- Kyoto Kotoba RPG: Kotodaman — Ориган

2023
- Honkai: Star Rail — Гуйнайфэнь[22]

## Награды и номинации
| Год  | Награда               | Результат | Категория                                                                                                   | Работа                                | Прим.  |
| ---- | --------------------- | --------- | --- | ------------------------------------- | ------ |
| 2023 | Anime Trending Awards | 6-е место | Лучшая актриса озвучивания                                                                                  | Марин Китагава из My Dress-Up Darling | [ 23 ] |
| 2023 | Seiyu Awards          | Победа    | Лучший начинающий актёр или актриса (вместе с Анной Нагасэ, Минами Хинатой, Сион Вакаямой и Сюитиро Умэдой) | н/д                                   | [ 7 ]  |